# El Idrissi
Pour l’article homonyme, voir Al Idrissi.
El Idrissi (arabe : الإدريسي) est un navire de recherche océanographique. Il fut acquis du Japon en 1980. Ses rôles sont différents, allant des recherches scientifiques au patrouilles navales en passant par les missions de recherche et secours.